# Dasysphecia bombylina
Dasysphecia bombylina is een vlinder uit de familie wespvlinders (Sesiidae), onderfamilie Sesiinae.
Dasysphecia bombylina is voor het eerst wetenschappelijk beschreven door Arita & Kallies in 2005. De soort komt voor in het Oriëntaals gebied.